# Guazapa
Pour le volcan, voir Guazapa (volcan).
Guazapa est un district de la municipalité de San Salvador Norte situé dans le département de San Salvador au Salvador. 

## Géographie
Le district s'étend sur 63,65 km2, à environ 20 km au nord de San Salvador, à une altitude moyenne de 300 m. Le volcan Guazapa se situe sur son territoire.

## Histoire
Guazapa est une municipalité avant le 1er mai 2024, date à laquelle elle est fusionnée avec Aguilares et El Paisnal pour former San Salvador Norte, dont elle devient un district.